# モンゴル非核地帯

核保有国
NATOの核共有国
NPTのみ
非核兵器地帯

モンゴル非核地帯

モンゴル非核地帯（モンゴルひかくちたい、英語：Mongolian Nuclear-Weapons-Free Zone）は、モンゴル国一国による非核兵器地帯である。1992年にモンゴルが「モンゴルの非核兵器地帯化」を宣言し、1998年に国連総会決議で「非核兵器国の地位」として国際的に承認された。より正確にはそれぞれ「モンゴル非核兵器国宣言」、「モンゴル非核兵器地位」などとも訳される。

## 概要
1992年にモンゴルのオチルバト大統領は、モンゴルが一国非核兵器地帯（One-State Nuclear-Weapon-Free Zone, NWFZ）となることを求めると宣言した。同年には最後のロシア陸軍がモンゴルから撤退し、モンゴルは自らの地政学上の変化と中立国となる機会を察知した。非核兵器地帯となる動機は、モンゴルの隣国で核保有国でもあるロシア連邦及び中華人民共和国や、世界の広範なコミュニティによっても歓迎され、反対はごく一部であった。
従来非核地帯は複数の国で構成されてきた為、モンゴルの「一国非核地帯」は注目された。なお1974年12月9日の国際連合総会決議3261Fでは、「非核兵器地帯の設立は複数の国や地域のグループだけでなく、少数の国、更には個々の国々も行える」としている。モンゴルは国際連合に国際的承認を働きかけ、1998年12月4日には国際連合総会決議53/77D「モンゴル国の国際的安全保障と非核地位」によって、モンゴルの非核保有国としての地位は国際的にも承認された。当決議では、国際連合は核保有国を含む国際連合加盟国に、モンゴルの非核地帯の強化と必要な処置を要請している。なお無投票採択であったが、日本は賛成を表明した。モンゴルは目標を達成し、更に次の計画に着手した。
2000年2月28日にモンゴルの駐アメリカ大使のジャガルサイハン・エンクサイハン（Jargalsaikhan Enkhsaikhan）は、モンゴルの国内法である非核法「モンゴルの非核兵器地位に関する法律」の概要を公開した。これはモンゴル国内での核兵器の製造・保有・配備・通過も禁止するもので、この段階になればモンゴルの国際的な非核兵器国の地位は完全となる。同じ2000年10月には国際連合総会第1委員会で核保有国でもある五大国が、共同声明である「モンゴルに協力する誓約の再確認」を発表し、11月には国際連合総会で歓迎決議が採択された。

## 参照
1. ↑  第57回国連総会第一委関係決議の採択結果 - 外務省
2. ↑  Law of Mongolia on its nuclear-weapon-free status Archived 2012年3月31日, at the Wayback Machine.